# Баршунасти турпан
Баршунасти турпан (лат. Melanitta fusca) велика је патка из потпородице ронаца. Гнезди се на далеком северу Европе и Азије до слива Јенисеја. Име рода потиче од стгрч. melas, што значи "црн" и стгрч. netta што значи "патка". Специјски део имена долази од лат. fuscus што значи "тамнобраон".

## Опис
Баршунасти турпан има гломазно тело и велики, надувен кљун. Ово је највећи од свих турпана са дужином тела 51–58 центиметара. Мужјак је компетно црн, изузев беле флеке око ока и белог крилног огледала. Надувени кљун је жуте боје и у основи је црне боје. Женка је браон боје са по две беле туфне на лицу и белим флекама на крилима.

## Распрострањење и гнежђење
Мала и изолована популација се гнезди у источној Турској. Белокрили турпан са истока Сибира и Северне Америке се понекад сматра конспецијском врстом са баршунастим турпаном и заједно формирају две подврсте M. f. stejnegeri и M. f. deglandi. Обе врсте са шаренокљуним турпаном (Melanitta perspicillata) се налазе у оквиру подрода Melanitta, који је другачији од подрода Oidemia, где су амерички црни турпан и црни турпан.
Током јесење миграције одлази у топлије крајеве Европе, па све до Велике Британије, Црног и Каспијског мора. Мали број њих стиже до Француске и северне Шпаније. Зими се у Србији може срести на Дунаву у Ђердапској клисури. На одређеним зимовалиштима се окупља у велика јата и има тенденцију да све птице заједно зарањају у случају опасности. По IUCN-у је окарактерисана као осетљива.
Гнездо прави на земљи поред мора, језера и речних обала у шумама или тундри и облаже га травом и перјем. Најчешће полаже од 7 до 9 јаја. Храни се рачићима и мекушцима.

## Заштита
Баршунасти турпан је врста која је обухваћена Споразумом о заштити афричко-азијских миграторних птица мочварица (AEWA).